# MSC Gülsün

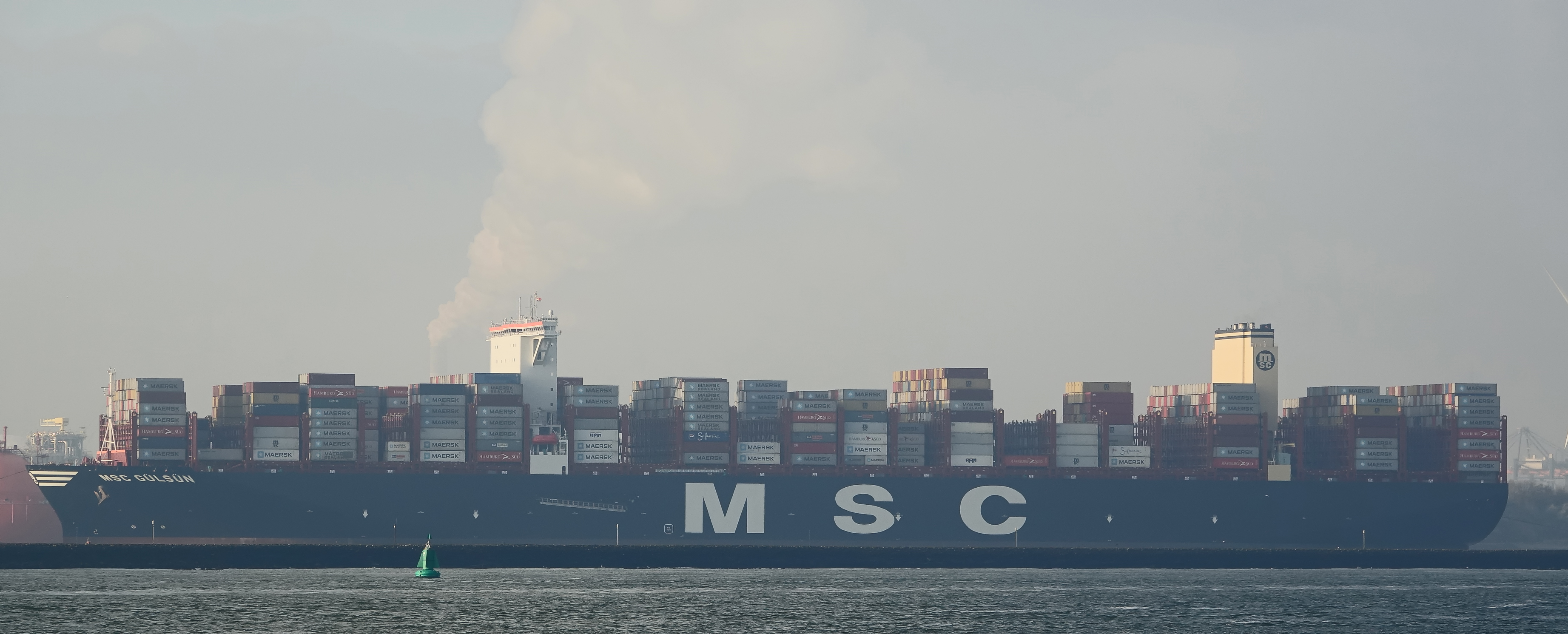
MSC Gülsün

MSC Gülsün — на момент спуску на воду у 2019 році був найбільшим у світі контейнеровозом. Побудований компанією Samsung Heavy Industries у Південній Кореї, має майже 62 метри в ширину і 400 метрів довжини. Завдяки вантажній системі, розробленій MacGregor International AB, судно має місткість 23 756 контейнерів (23 756 TEU) у рядах по 24 контейнери. MSC Gülsün зареєстрований в Панамі та управляється Mediterranean Shipping Company, що базується в Женеві, Швейцарії та Нідерландах.